# ふたりのラヴ・ソング
「ふたりのラヴ・ソング」（All You Get from Love Is a Love Song）は、スティーブ・イートンによって作曲された楽曲。
カーペンターズによるカバーで知られる。

## 概要
1975年に、ライチャス・ブラザーズによって演奏され、1977年のカーペンターズのカバー曲によって広まった。
カーペンターズバージョンは1977年5月21日リリース。そのB面は『見つめあう恋』にも収録された「愛のキャンドル・ライト」。
なお、この曲は1977年のアルバム『パッセージ』にも含まれた。
1970年代後半には、同曲の"空耳バージョン"がトップ10に登場した（現在でもネット上の同様のフォーラムに頻繁に掲載されている）。
これは後にノエル・エドモンズによって編集され、歌詞は「Because the best love songs are written with a broken heart.」(最高のラブソングなのは骨折した腕で書かれているからです)となっている。

## チャート

### 週間チャート
| 国名           | チャート (1977)              | 最高 順位 |
| -------------- | ---------------------------- | --------- |
| アメリカ合衆国 | Billboard Hot 100            | 35        |
| アメリカ合衆国 | Billboardイージーリスニング  | 4         |
| カナダ         | RPM トップシングル           | 38        |
| カナダ         | RPM アダルトコンテンポラリー | 5         |
| 日本           | オリコンシングルチャート     | 68        |

### 年間チャート
| 国名           | チャート (1977)                    | 順位 |
| -------------- | ---------------------------------- | ---- |
| アメリカ合衆国 | Billboard アダルトコンテンポラリー | 29   |

## 演奏者
- カレン・カーペンター - リードボーカル、バックコーラス
- リチャード・カーペンター – フェンダー・ローズ・エレクトリック・ピアノ、ピアノ、オーケストレーション
- ジョー・オズボーン – バスギター
- エド・グリーン – ドラムス
- トニー・ペルーソ - ギター
- レイ・パーカー・ジュニア – ギター
- トミー・ヴィグ - コンガ
- ジェリー・ステインホルツ - パーカッション
- トム・スコット – テナーサクソフォン、フルート
- ジュリア・ティルマン – バックコーラス
- カーリーナ・ウィリアムズ – バックコーラス
- マクシーン・ウォーターズ – バックコーラス

## ミュージック・ビデオ
「ふたりのラヴ・ソング」のミュージックビデオは、A＆Mのスタジオで撮影された。
ボンゴドラムから始まり、カメラアングルがカレン・カーペンターに向かってズームインする。 ビデオの最後で、カメラはカーペンターズのハリウッド・ウォーク・オブ・フェーム・スターの写真にフェードインする。
DVD『Gold: Greatest Hits』に収録。テナーサクソフォンソロは、トム・スコット （キャロル・キングの 「ジャズマン」のテナーサクソリスト）によって演奏された。なお、トム・スコットは、70年代で最も活躍した「セッションプレーヤー」の1人だった。